# Museo Nacional de Joyería (Marruecos)
El Museo Nacional de Joyería (en francés: Musée national de la Parure) es un museo etnográfico, ubicado en el antiguo Musée des Oudayas en la capital de Marruecos, Rabat. Junto con la Qasba de los Udayas, los edificios del museo y los jardines de inspiración andaluza forman parte del Patrimonio de la Humanidad de la UNESCO en Rabat. Abierto al público en enero de 2023, el museo atrajo a 40 000 visitantes durante la primera semana.

## Emplazamiento del museo

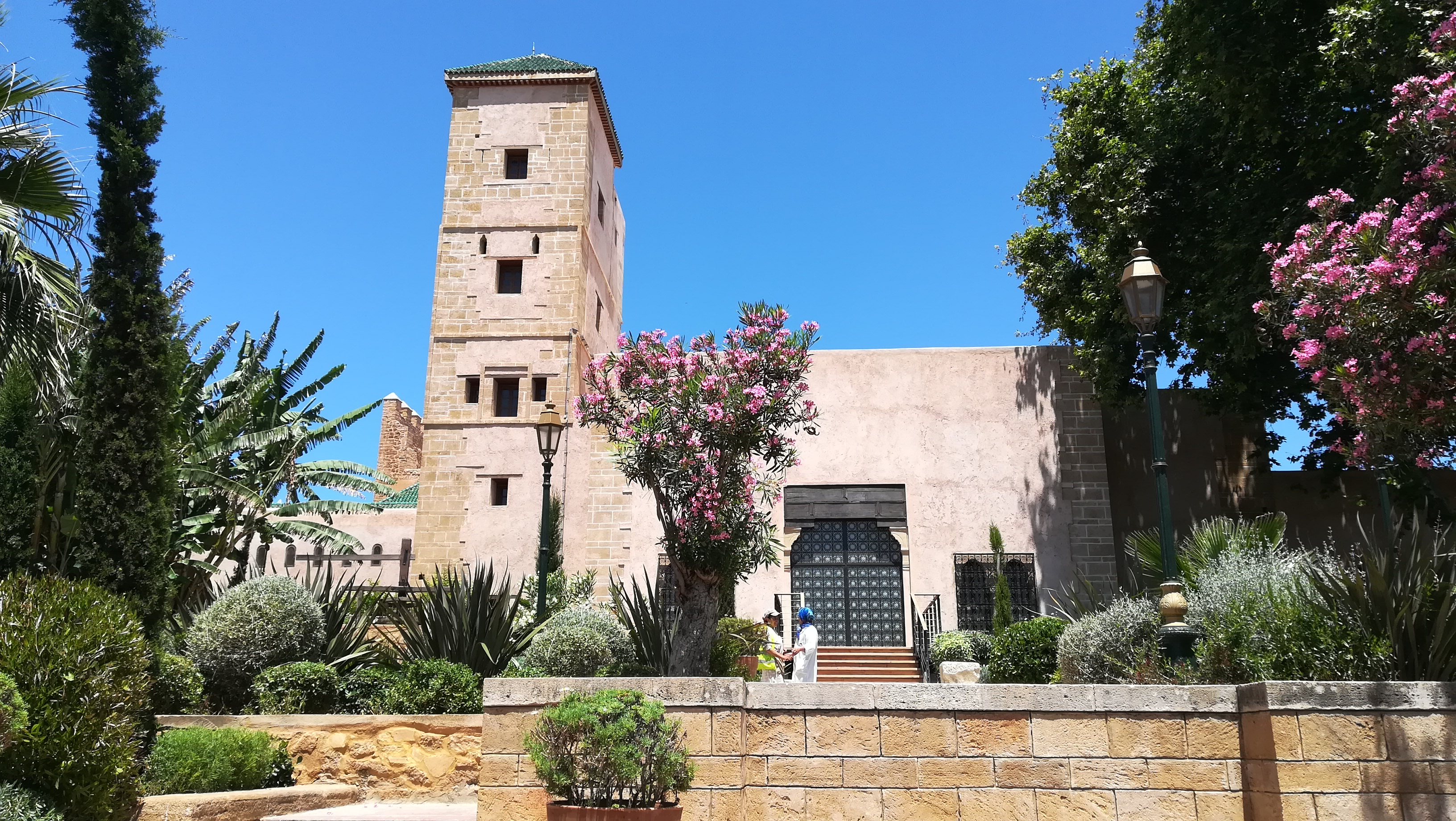
Pabellón de Moulay Ismail y jardines de inspiración andaluza, 2023.

### Pabellón de Mulay Ismaíl
La parte sur de la Qasba de los Udayas, uno de los barrios históricos más antiguos de Rabat, incluye un antiguo pabellón o residencia palaciega construida por el sultán Mulay Ismaíl (gobernó entre 1672 y 1727) a finales del siglo XVII. El edificio se articula en torno a un patio principal al estilo de un riad marroquí y se distingue en el exterior por una torre. En 1915, durante el Protectorado francés sobre Marruecos, el edificio se convirtió en museo por iniciativa de Prosper Ricard, director del Service des Arts Indigènes bajo el Residente General Hubert Lyautey. Se convirtió en un museo etnográfico con una colección formada inicialmente por donaciones del propio Prosper Ricard, el orientalista Alfred Bel y el etnógrafo Jean Besancenot. La colección del museo se amplió para incluir joyas marroquíes, instrumentos musicales, cerámicas, coranes y manuscritos, algunos que se remontan hasta el siglo XII, trajes, sedas y alfombras de diferentes regiones del país.
En 2023, tras una profunda restauración, se convirtió en el Museo Nacional de la Joyería, dedicado a la historia de la joyería marroquí, junto con otros objetos de vestimenta personal tradicional. El nuevo museo fue inaugurado oficialmente el 7 de enero de 2023 por la princesa marroquí Lalla Hasna, Mehdi Qotbi, pintor y presidente de la Fundación Nacional de Museos (FNM), y representantes del Ministerio de Cultura, así como de otras organizaciones. Durante la primera semana después de la apertura al público, atrajo a 40 000 visitantes.
Junto con otros museos públicos de arqueología, etnografía o artes visuales de Marruecos, está administrado por la Fundación Nacional de Museos. La escenografía del Museo Nacional de Joyería fue creada por Christophe Martin, quien había diseñado una exposición similar para el Museo Yves Saint Laurent en Marrakech.

## Colecciones

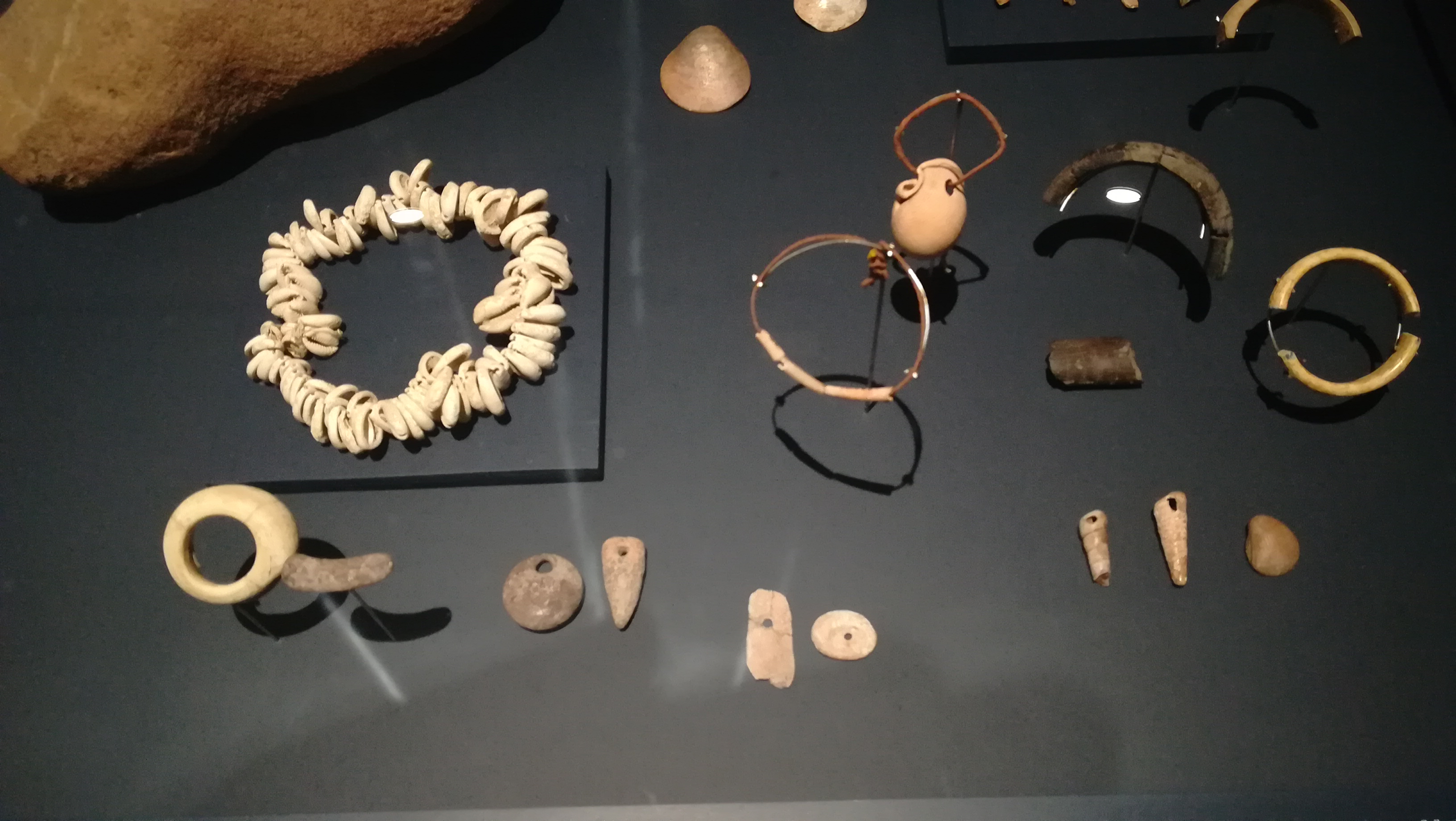
Cuentas de concha perforada de Bizmoune y otras joyas de principios de la Edad de Piedra Media.

A través de sus colecciones, el Museo Nacional de la Joyería pretende representar la historia y la geografía de Marruecos, incluidas las especificidades culturales de cada región y los talleres de elaboración de las piezas. La exposición se divide en cinco secciones, que presentan la evolución de la joyería durante la historia de Marruecos, los trajes de novia y otros adornos femeninos y masculinos, la joyería rural amazigh y los estilos regionales de joyería y vestimenta urbana.
Comenzando con las piezas más antiguas conocidas de artefactos hechos por homínidos precursores de los humanos modernos, que datan de unos 142 000 años, el museo presenta una reproducción de cuentas de conchas perforadas. Fueron encontrados en 2019 por arqueólogos en la cueva Bizmoune cerca de Esauira, Marruecos, y muestran perforaciones que indican un procesamiento intencionado que puede haber sido una muestra de identidad. Otros períodos históricos cubiertos son las eras prehistórica, prerromana (fenicia y cartaginesa), romana e islámica, que conducen a principios del siglo XX. La colección comprende alrededor de 8000 artículos, entre caftanes históricos y adornos de novia urbanos típicos de diferentes ciudades. Una sección especial del museo presenta cientos de piezas donadas por el rey Mohamed VI de la colección real de joyería amazigh (bereber), incluida una gran variedad de broches de peroné de plata y amuletos khmissa en forma de palma.
Además de su exposición permanente, el museo ha anunciado una docena de exposiciones temporales al año como parte de su dedicación a los diseños contemporáneos e internacionales de joyería o vestimenta personal.

## Estudios académicos sobre la joyería marroquí
En su obra etnográfica de 1953 Bijoux arabes et berbères du Maroc (Joyería árabe y bereber de Marruecos), el francés Jean Besancenot publicó sus dibujos y descripciones de casi 200 piezas diferentes de joyería árabe urbana y rural bereber de diversas regiones y tradiciones de Marruecos. En la introducción, comentó sobre los orígenes, el uso social y el significado de las joyas para las diferentes comunidades, así como sobre los gustos cambiantes de los clientes durante la primera mitad del siglo XX. Refiriéndose a los respectivos clientes y sus gustos, señaló la regla general: las joyas urbanas solían estar hechas de oro, piedras preciosas y otros adornos, mientras que las piezas para los clientes rurales bereberes eran casi exclusivamente de plata. En ambos grupos existieron variaciones locales en uso, forma y otros elementos. Dado que las joyas forman una parte importante de la dote de una mujer en el Magreb, observó además:

El adorno de la novia durante la semana de la boda se compone de tal cantidad de joyas que solo las familias muy ricas podrían ofrecérselo a la novia. Para las familias menos pudientes, las negagefs [sic], mujeres especializadas en este tipo de oficio, alquilaban sus servicios mientras duraban las ceremonias nupciales, además de ropas suntuosas y sobre todo la ingente cantidad de joyas consideradas imprescindibles para que la novia pueda presentarse con honor y adornada como un ídolo ante sus amigos, reunidos en admiración y curiosidad.
Jean Besancenot, Bijoux arabes et berbères du Maroc

Desde el trabajo seminal de Besancenot sobre trajes y joyas en Marruecos, se han publicado más estudios y catálogos de exposiciones que analizan los diferentes tipos y sus orígenes regionales principalmente en Francia, incluido Rabaté (1999 y 2015). Académicos en los Estados Unidos, como Becker (2014) y Nicholas (2014), han agregado estudios sobre el uso social y la interpretación antropológica de tales adornos personales en Marruecos.

### Galería

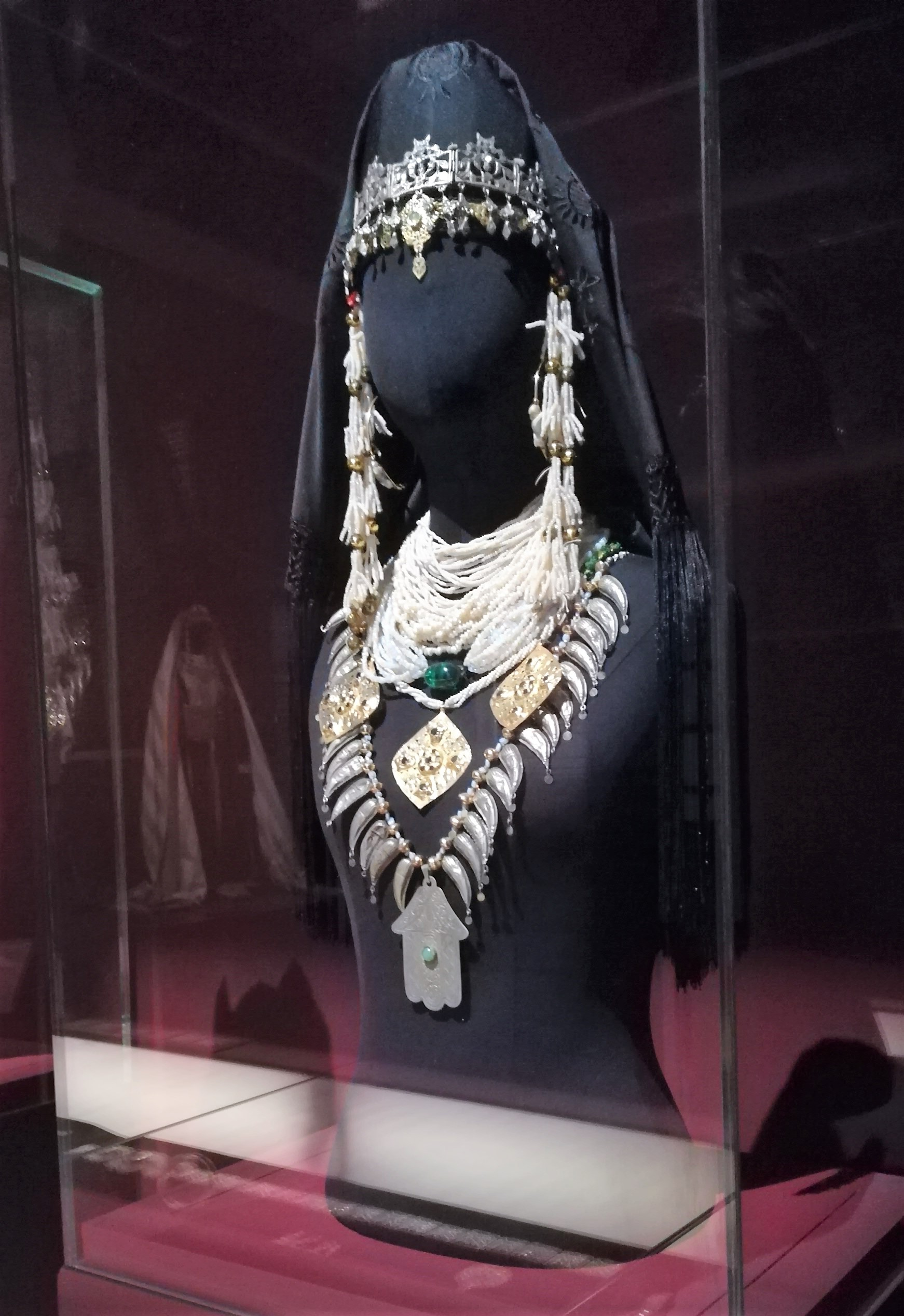
Novia de Tetuán.
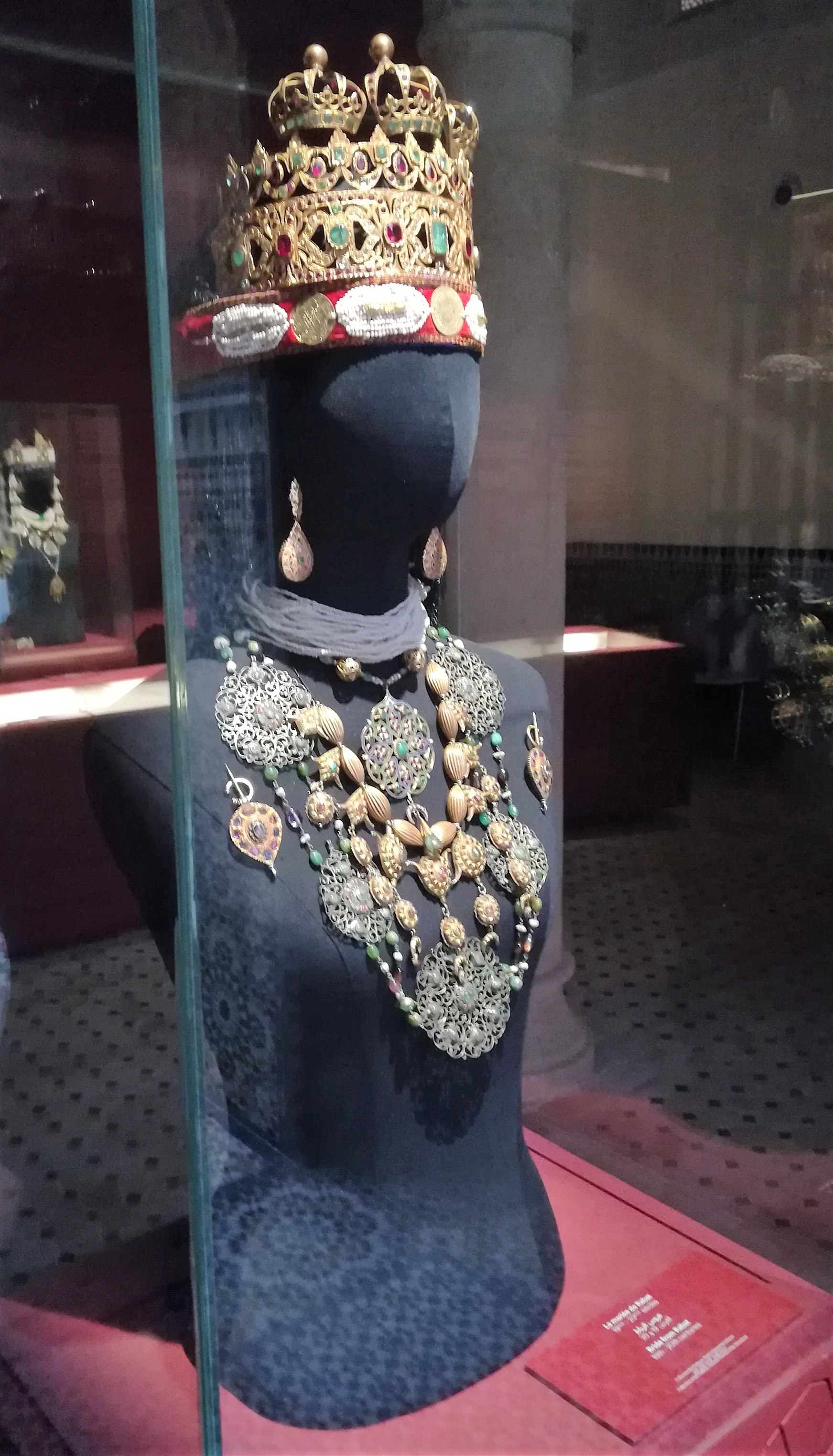
Novia de Rabat.
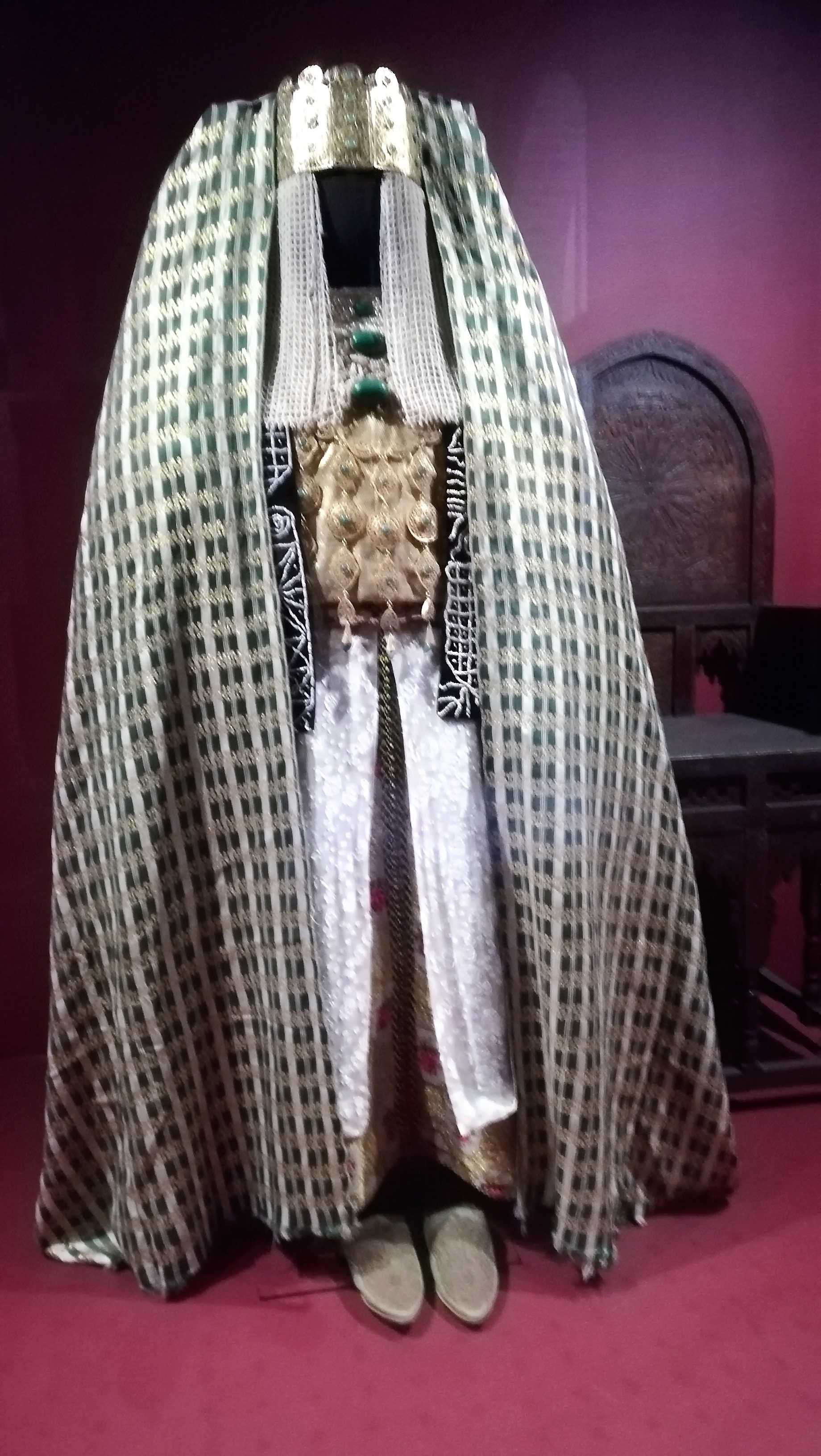
Novia de Fez.
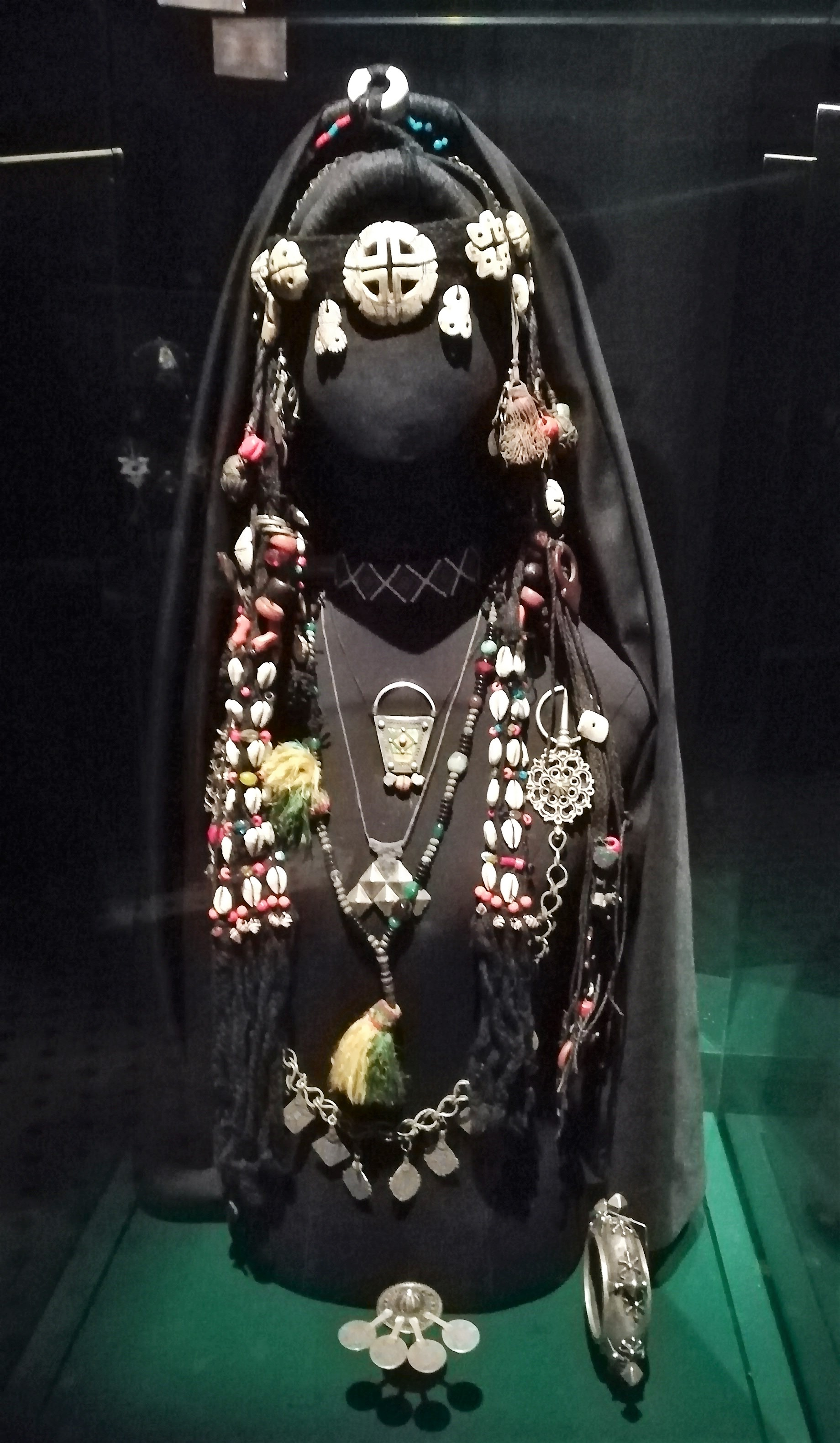
Novia de Egleimín.
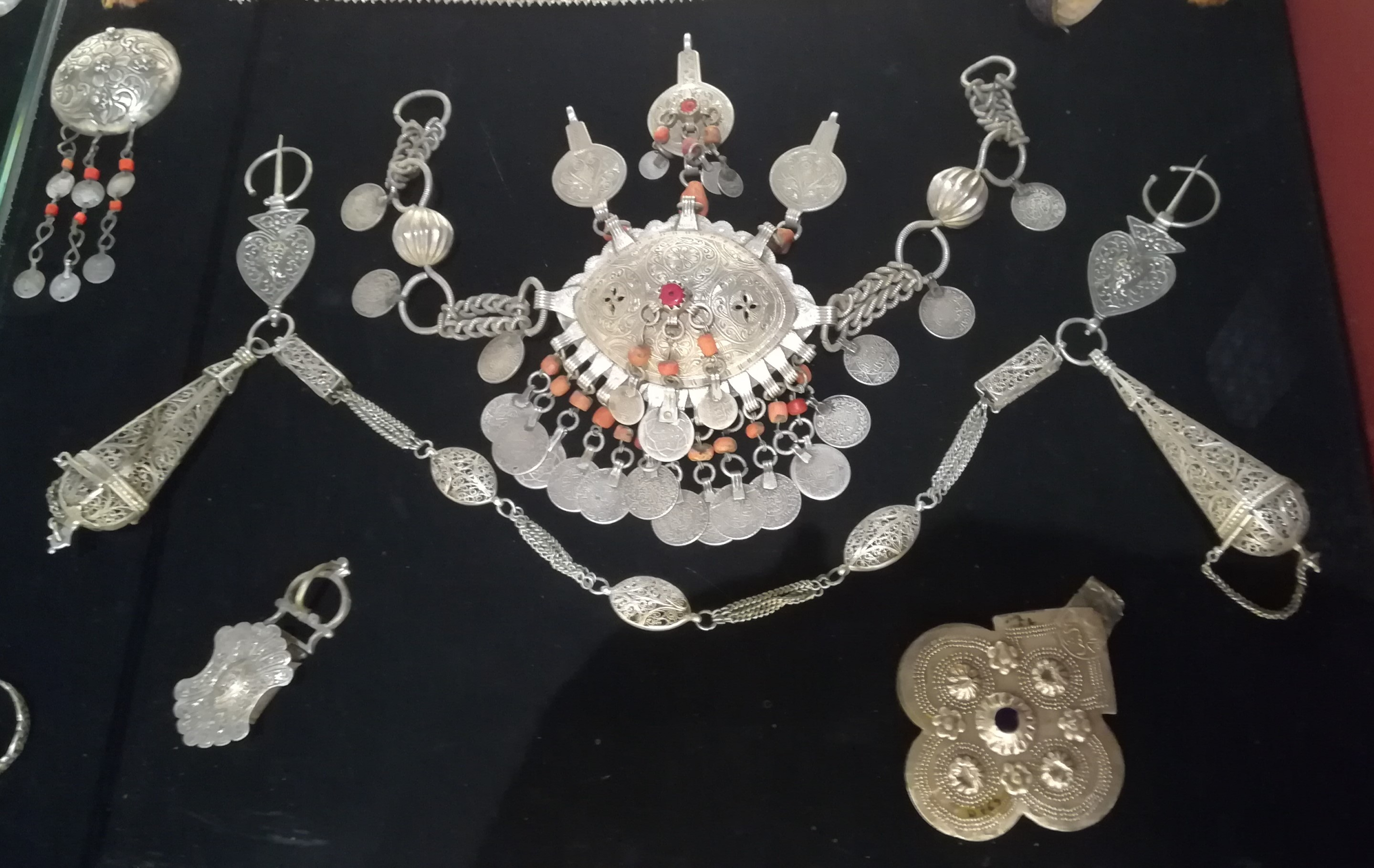
Joyería bereber, plata y coral.
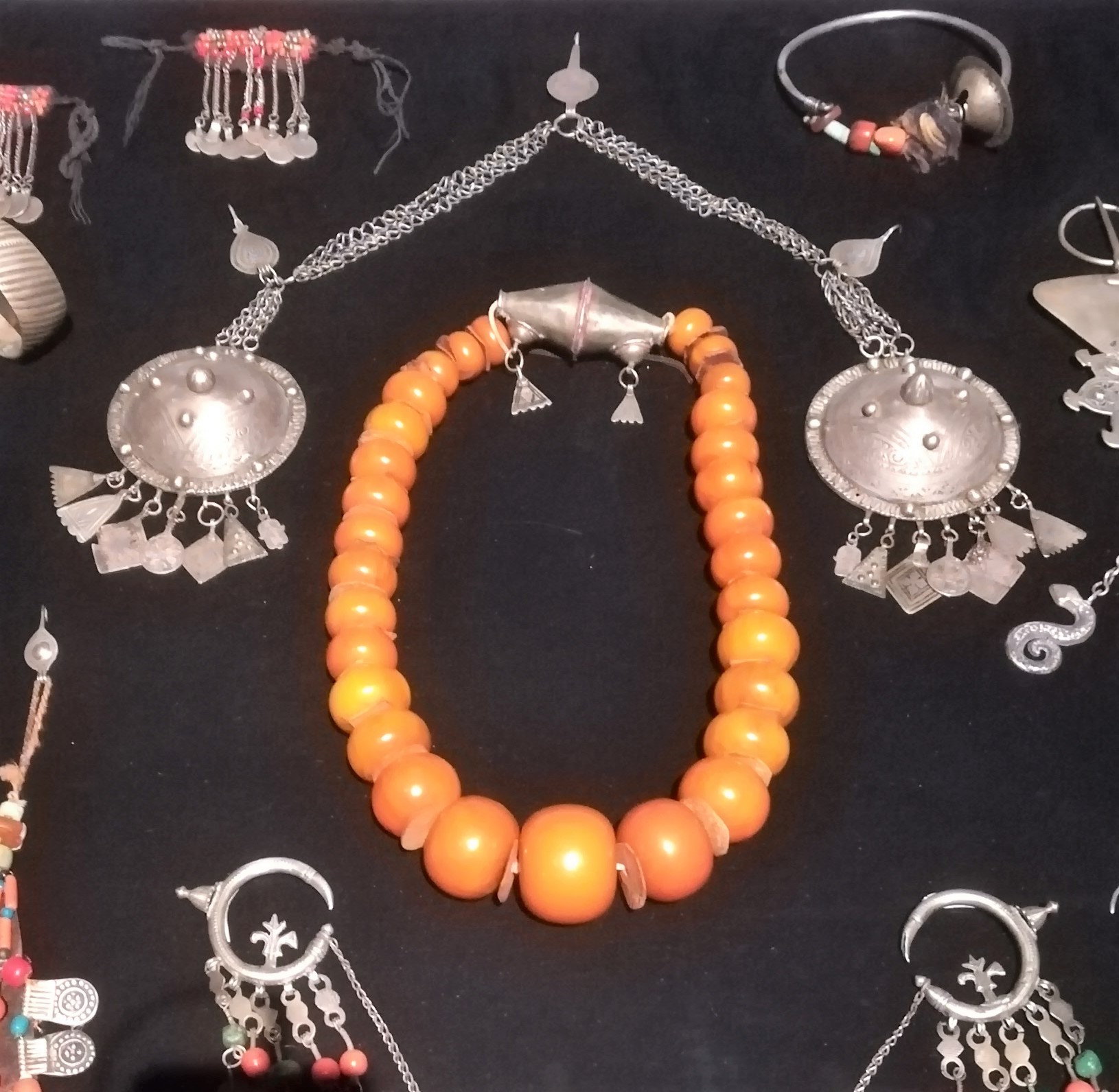
Joyería bereber, plata y ámbar.
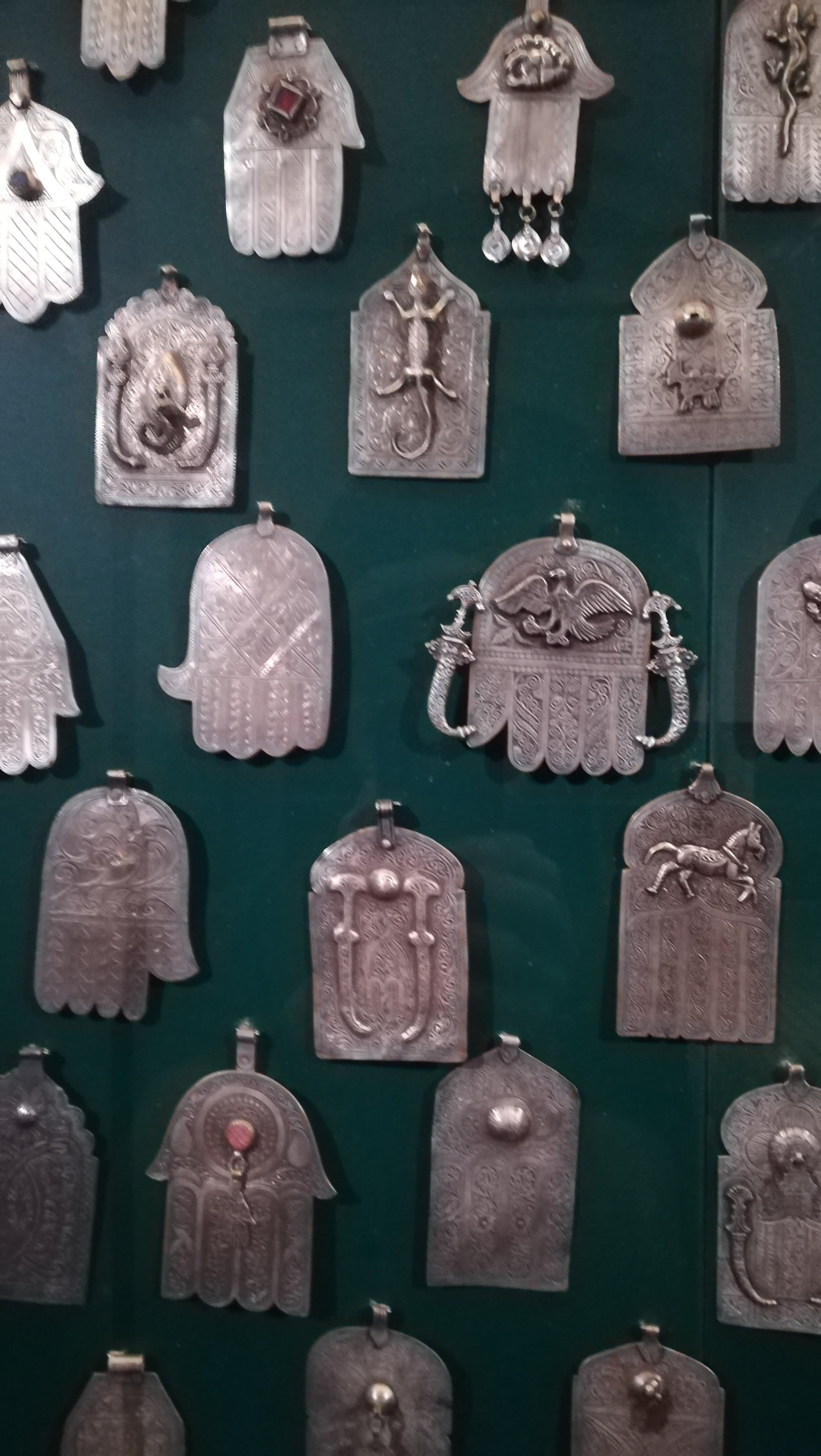
Amuletos Khmissa.

## Lectura adicional
- Besancenot, Jean (1988). Costumes et types du Maroc illustrés de soixante gouaches reproduites en facsimile et en camaïeu. París: Horizons de France. ISBN 978-2-85744-357-5.
- Besancenot, Jean (2001). Bijoux arabes et berbères du Maroc: 40 planches comprenant 193 modèles de bijoux, dessinés et commentés. Casablanca: Editions de la Cigogne. ISBN 978-9954-0-2672-4.
- Grammet, Ivo (1998). «Les Bijoux».  En Grammet, Ivo; de Meersman, Min, eds. Splendeurs du Maroc. Tervuren: Musée royal de l'Afrique centrale. pp. 212-339. ISBN 90-75894-14-7.
- Rabaté, Marie-Rose; Goldenberg, André; Thau, Jean-Louis (1999). Bijoux du Maroc du Haut Atlas à la Méditerranée, depuis le temps des juifs jusqu'à la fin du XXe siècle. Aix-en-Provence: Edisud/Eddif. ISBN 978-2-7449-0081-5.
- Becker, Cynthia (2014). «Jewelry art. Masterpieces of Berber identity».  En Dahlström, Björn, ed. Berber women of Morocco. París: Éditions Artlys. pp. 43-75. ISBN 978-2-85495-576-7. OCLC 902727356.
- Nicholas, Claire (2014). «Of texts and textiles ...: colonial ethnography and contemporary Moroccan material heritage». The Journal of North African Studies 19 (19:3): 390-412. doi:10.1080/13629387.2014.897621.
- Rabaté, Marie-Rose (2015). Les bijoux du Maroc : du Haut-Atlas à la vallée du Draa (en francés). Paris-La Défense: ACR édition. ISBN 978-2-86770-210-5. OCLC 932463823.